# CMP-cíclico fosfodiesterasa
La cCMP fosfodiesterasa (EC 3.1.4.37) es una enzima hidrolasa que cataliza la reacción:
Nucleósido 2',3'-fosfato cíclico + H2O {\displaystyle \rightleftharpoons } nucleósido 2'-fosfato
Pertenece a la familia de las nucleótido cíclico fosfodiesterasas. El nombre aceptado de esta enzima por el Comité de Nomenclatura de la Unión Internacional de Bioquímica y Biología Molecular es 2',3'-nucleótido cíclico 3'-fosfodiesterasa (CNP). La enzima del cerebro actúa sobre el 2',3'-cAMP más rápido que sobre los derivados del CMP o UMP. La enzima del hígado actúa sobre el 2',3'-cCMP más rápido que sobre los derivados de purina y también hidroliza los correspondientes fosfatos 3',5'-cíclicos más lentamente.
Su localización celular es el melanosoma.

## Funciones
La CNP es una enzima asociada a la mielina que suma el 4% del total la proteína mielina del sistema nervioso central. Se piensa que provoca cambios asociados con la edad significativos. Tiene habilidad para catalizar la hidrólisis de enlaces fosfodiéster de los nucleótidos 2'-3'-cíclicos a 2'-nucleótidos, aunque las funciones fisiológicas específicas de las enzimas son aún ambiguas.
Estudios estructurales han revelado que las cuatro clases de CNPs pertenecen a una superfamilia de proteínas. El núcleo catalítico de la CNP consiste en tres hélices alfa y nueve láminas beta. El mecanismo catalítico propuesto para la CNP es similar a la segunda etapa del mecanismo de reacción de la ribonucleasa A.
La CNP se expresa exclusivamente por los oligodendrocitos en el sistema nervioso central, y la aparición de la CNP parece ser uno de los primeros eventos en la diferenciación de los oligodendrocitos. Se cree que la CNP juega un papel crítico en los eventos que conducen a la mielización.
La CNP también se asocia con los microtúbulos del tejido cerebral y con las células tiroideas FRTL-5. Se ha reportado que tiene una actividad similar a la MAP2, siendo capaz de catalizar la formación de microtúbulos. El borrado de la zona C-terminal o la fosforilación elimina la actividad catalítica de formación de los microtúbulos. La CNP se puede unir a las membranas celulares y podría participar en la regulación de la distribución citoplasmática de los microtúbulos.